# Notharctidae
Los notárctidos (Notharctidae) son una familia extinta de primates primitivos.

## Clasificación
- Familia Notharctidae
  - Subfamilia Asiadapinae[1] Rose et al., 2009
    - Género Asiadapis Rose et al., 2007
    - Género Marcgodinotius Bajpai et al., 2005

  - Subfamilia Cercamoniinae Gingerich, 1975
    - Género Anchomomys Stehlin, 1916
    - Género Buxella Godinot, 1988
    - Género Darwinius Franzen et al., 2009
    - Género Donrussellia Szalay, 1976
    - Género Europolemur Weigelt, 1933
    - Género Mahgarita Wilson & Szalay, 1976
    - Género Mazateronodon[2] Marigó, Minwer-Barakat & Moyà-Solà, 2010
    - Género Mescalerolemur[3] Kirk & Williams, 2011
    - Género Nievesia[4] Marigó et al., 2013
    - Género Panobius Russell & Gingerich, 1987
    - Género Periconodon Stehlin, 1916
    - Género Pronycticebus Grandidier G., 1904

  - Subfamilia Notharctinae Trouessart, 1879
    - Género Cantius Simons, 1962
    - Género Copelemur Gingerich & Simons, 1977
    - Género Hesperolemur Gunnell, 1995
    - Género Notharctus Leidy, 1870
    - Género Pelycodus Cope, 1875
    - Género Smilodectes Wortman, 1903